# Ogtay Sadigzade
Ogtay Seyid Huseyn oglu Sadigzade (en azerí: Oqtay Seyid Hüseyn oğlu Sadıqzadə; Khizi, 24 de febrero de 1921 – Bakú, 20 de diciembre de 2014) fue un pintor de Azerbaiyán, Artista del pueblo de la República de Azerbaiyán desde 1992.

## Biografía
Ogtay Sadigzade nació el 24 de febrero de 1921 en Khizi. En 1939 se graduó de la Escuela de Arte de Bakú. En 1941 fue expulsado con toda su familia y regresó a Bakú en 1946. En 1956 se graduó de la Universidad Estatal de Artes de Moscú. Trabajó como editor de arte en la editorial “Azerneshr”.
Ha ilustrado las obras de Honoré de Balzac, Victor Hugo, Iván Turguénev, Máximo Gorki, Mirza Fatali Akhundov, Husein Yavid, Yafar Yabbarlí, Reşat Nuri Güntekin, etc. Ha diseñado el Museo Nacional de Literatura de Azerbaiyán en nombre de Nezamí Ganyaví, Museo Estatal de Historia de Azerbaiyán, Casa Museo de Uzeyir Hajibeyov, Casa Museo de Husein Yavid, Casa Museo de Samad Vurgun y Casa Museo de Bulbul.
Las obras del pintor se encuentran en el Museo Nacional de Arte de Azerbaiyán, en la Galería Tretiakov, así como en las colecciones privadas en los Estados Unidos de América, Alemania, Canadá y Israel.
Ogtay Sadigzade murió el 20 de diciembre de 2014 y fue enterrado en el Callejón de Honor en Bakú.

## Premios y títulos
- Medalla de la Distinción Laboral (1959)
- Artista de Honor de la RSS de Azerbaiyán (1977)
- Artista del pueblo de la República de Azerbaiyán (1992)
- Orden Shohrat (1999)
- Orden Sharaf (2011)[4]
- Premio Estatal de la República de Azerbaiyán (2014)